# Eero Mäntyranta
Eero Antero Mäntyranta (Turtola, 20 novembre 1937 – Oulu, 30 dicembre 2013) è stato un fondista finlandese.
Era zio di Pertti Teurajärvi, a sua volta fondista di alto livello.

## Biografia

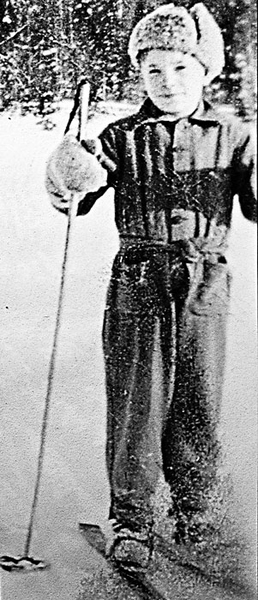
Mäntyranta undicenne, nell'inverno 1948-1949

Originario di Lamkojärvi di Pello, comune allora chiamato con il suo antico nome di Turtola, Mäntyranta fu il fondista di maggior successo degli anni sessanta, andato a medaglia in tutte le rassegne olimpiche e iridate del periodo e tra i più titolati atleti finlandesi nella storia della disciplina.

### Carriera sciistica
In carriera partecipò a quattro edizioni dei Giochi olimpici invernali, da Squaw Valley 1960 a Sapporo 1972. A Squaw Valley vinse il suo primo oro olimpico nella staffetta 4x10 km, corsa assieme a Toimi Alatalo, Väinö Huhtala e Veikko Hakulinen; il tempo totale fu di 2:18:45. Nella 15 km fu 6°. A Innsbruck 1964 vinse l'oro nella 15 km con il tempo di 50:54,1, staccando di più di trenta secondi il secondo arrivato, il norvegese Harald Grønningen; con un distacco meno accentuato vinse anche la 30 km, mentre nella staffetta fu argento insieme a Väinö Huhtala, Arto Tiainen e Kalevi Laurila: il loro tempo, 2:18:42,4, non bastò a superare la nazionale della Svezia, che aveva totalizzato il tempo di 2:18:34,6. Alle sue terze Olimpiadi, Grenoble 1968 ottenne l'argento nella 15 km con il tempo di 47:56,1, battuto questa volta da Grønningen; ottenne anche due bronzi, nella 30 km e nella staffetta 4 × 10 km con Kalevi Oikarainen, Hannu Taipale e Kalevi Laurila (tempo: 2:10:56,7). L'ultima sua partecipazione, Sapporo 1972, non fu coronata da medaglie.

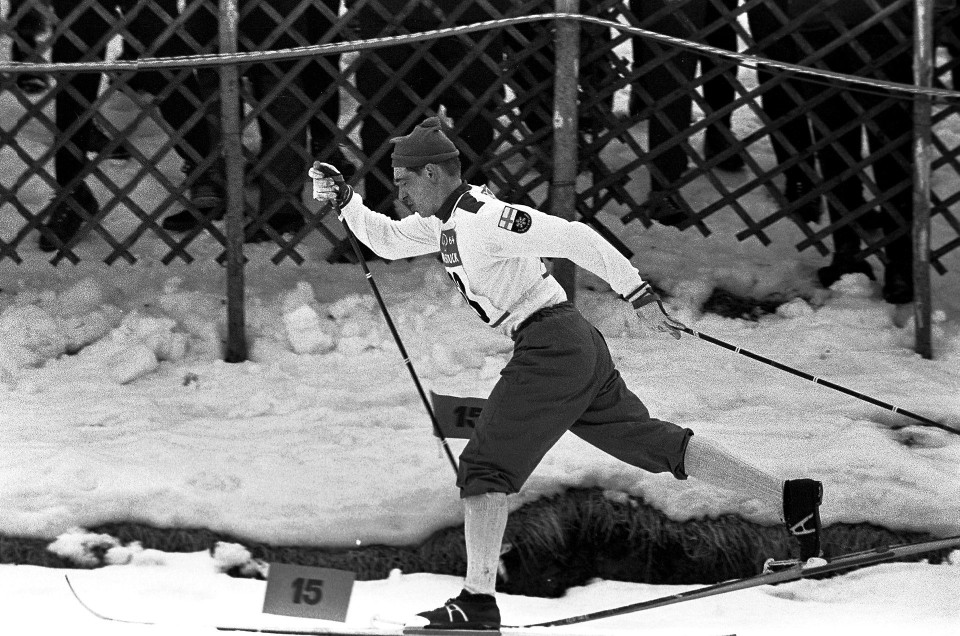
Mäntyranta in gara ai IX Giochi olimpici invernali di

In carriera Mäntyranta partecipò anche a due edizioni dei Mondiali, vincendo cinque medaglie, e si aggiudicò cinque titoli nazionali; nel suo palmarès figurano anche diversi successi nelle classiche dello sci nordico di Holmenkollen (tre vittorie nella 15 km: 1962, 1964 e 1968) e di Lahti (due vittorie, sempre nella 15 km: 1964 e 1972).

### Doping e anomalie genetiche
Già prima dei Giochi olimpici di Sapporo, ai Campionati finlandesi dello stesso anno, Mäntyranta era risultato - primo atleta finlandese nella storia - positivo all'anfetamina a un controllo antidoping; il risultato venne messo momentaneamente a tacere e divenne di pubblico dominio soltanto dopo le Olimpiadi. Mäntyranta ha sempre negato di aver assunto tale sostanza, benché abbia invece ammesso di aver fatto uso di ormoni, non proibiti all'epoca della sua attività agonistica.
Successivi studi hanno inoltre riscontrato in Mäntyranta la presenza di una policitemia di origine familiare, causa di un'anomala concentrazione di globuli rossi, dovuta a una mutazione genetica dell'ormone eritropoietina; tale condizione avrebbe significativamente migliorato le sue prestazioni.

## Palmarès

### Olimpiadi
- 7 medaglie, valide anche ai fini iridati:
  - 3 ori (staffetta a Squaw Valley 1960; 15 km, 30 km a Innsbruck 1964)
  - 2 argenti (staffetta a Innsbruck 1964; 15 km, a Grenoble 1968)
  - 2 bronzi (30 km, staffetta a Grenoble 1968)

### Mondiali
- 5 medaglie, oltre a quelle conquistate in sede olimpica e valide anche ai fini iridati:
  - 2 ori (30 km a Zakopane 1962; 30 km a Oslo 1966)
  - 2 argenti (staffetta a Zakopane 1962; staffetta a Oslo 1966)
  - 1 bronzo (50 km a Oslo 1966)

### Campionati finlandesi
- 5 ori[1]

## Riconoscimenti
- Sportivo finlandese dell'anno nel 1964 e nel 1966[1]
- Medaglia Holmenkollen nel 1964